# Менневіль
Менневі́ль (фр. Mainneville) — муніципалітет у Франції, у регіоні Нормандія, департамент Ер. Населення — 449 осіб (01.01.2021).
Муніципалітет розташований на відстані близько 80 км на північний захід від Парижа, 45 км на схід від Руана, 60 км на північний схід від Евре.

## Історія
До 2015 року муніципалітет перебував у складі регіону Верхня Нормандія. Від 1 січня 2016 року належить до нового об'єднаного регіону Нормандія.

## Демографія
Динаміка населення (INSEE ):
Розподіл населення за віком та статтю (2006):
| Стать | Всього | До 15 років | 15-24 | 25-44 | 45-64 | 65-85 | Понад 85 |
| --- | ------ | ----------- | ----- | ----- | ----- | ----- | -------- |
| Чоловіки | 196    | 48          | 8     | 60    | 52    | 28    | 0        |
| Жінки | 208    | 40          | 20    | 64    | 56    | 24    | 4        |
| \| Статево-вікова піраміда \| Статево-вікова піраміда \| Статево-вікова піраміда \| \| ----------------------- \| ----------------------- \| ----------------------- \| \| Чоловіки \| Вік \| Жінки \| \| 0 \| 85 + \| 4 \| \| 8 \| 80-84 \| 0 \| \| 4 \| 75-79 \| 20 \| \| 8 \| 70-74 \| 0 \| \| 8 \| 65-69 \| 4 \| \| 12 \| 60-64 \| 8 \| \| 12 \| 55-59 \| 12 \| \| 12 \| 50-54 \| 20 \| \| 16 \| 45-49 \| 16 \| \| 20 \| 40-44 \| 12 \| \| 16 \| 35-39 \| 12 \| \| 16 \| 30-34 \| 16 \| \| 8 \| 25-29 \| 24 \| \| 4 \| 20-24 \| 16 \| \| 4 \| 15-20 \| 4 \| \| 20 \| 10-14 \| 20 \| \| 16 \| 5-9 \| 8 \| \| 12 \| 0-4 \| 12 \| |        |             |       |       |       |       |          |
| Статево-вікова піраміда |        |             |       |       |       |       |          |
| Чоловіки | Вік    | Жінки       |       |       |       |       |          |
| 0 | 85 +   | 4           |       |       |       |       |          |
| 8 | 80-84  | 0           |       |       |       |       |          |
| 4 | 75-79  | 20          |       |       |       |       |          |
| 8 | 70-74  | 0           |       |       |       |       |          |
| 8 | 65-69  | 4           |       |       |       |       |          |
| 12 | 60-64  | 8           |       |       |       |       |          |
| 12 | 55-59  | 12          |       |       |       |       |          |
| 12 | 50-54  | 20          |       |       |       |       |          |
| 16 | 45-49  | 16          |       |       |       |       |          |
| 20 | 40-44  | 12          |       |       |       |       |          |
| 16 | 35-39  | 12          |       |       |       |       |          |
| 16 | 30-34  | 16          |       |       |       |       |          |
| 8 | 25-29  | 24          |       |       |       |       |          |
| 4 | 20-24  | 16          |       |       |       |       |          |
| 4 | 15-20  | 4           |       |       |       |       |          |
| 20 | 10-14  | 20          |       |       |       |       |          |
| 16 | 5-9    | 8           |       |       |       |       |          |
| 12 | 0-4    | 12          |       |       |       |       |          |

## Економіка
2010 року серед 289 осіб працездатного віку (15—64 років) 224 були активними, 65 — неактивними (показник активності 77,5%, у 1999 році було 72,2%). З 224 активних мешканців працювало 215 осіб (119 чоловіків та 96 жінок), безробітними було 9 (6 чоловіків та 3 жінки). Серед 65 неактивних 17 осіб було учнями чи студентами, 31 — пенсіонерами, 17 були неактивними з інших причин.

У 2010 році в муніципалітеті числилось 173 оподатковані домогосподарства, у яких проживали 437,5 особи, медіана доходів виносила 19 250 євро на одного особоспоживача

## Персоналії
- Наталі Бай (*1948) — французька акторка театру, кіно та телебачення.